# City of Onkaparinga
City of Onkaparinga is een Local Government Area (LGA) in de Australische deelstaat Zuid-Australië.